# 大肚 (臺中市大字)
大肚，是臺灣臺中市大肚區的一個傳統地域名稱，也是全區行政中心所在地，位於該區中部至西南部。相較於今日行政區，其範圍大致包括頂街里不含西北部、磺溪里不含西北部及東北端、永和里、大肚里、大東里、新興里、營埔里西南部凸出部分的東北大半部。

## 歷史
台灣清治末期，大肚地區為一街庄，稱為「大肚庄」，隸屬於大肚下堡。該庄西北與汴仔頭庄為鄰，東北與與井仔頭庄為鄰，東南邊為王田庄、社腳庄，西南邊隔大肚溪與阿夷庄、中藔庄、柑仔井庄、塗厝厝庄為界。
1901年（日明治三十四年）11月，全台廢縣廳改設二十廳，該庄隸屬於臺中廳。1903年（明治三十六年）6月，該庄編入「大肚區」，仍隸屬於臺中廳。1909年（明治四十二年）10月，全台二十廳合併為十二廳，大肚區隸屬不變。1920年（大正九年），全台地方制度大改正，該庄改制為「大肚」大字，隸屬於臺中州大甲郡大肚庄。
戰後大肚庄改制為大肚鄉，隸屬於臺中縣，大字亦改制為村。1950年10月，中、彰、投分治，大肚鄉隸屬不變。2010年12月，隨著臺中縣、市合併為直轄臺中市，大肚鄉改制為大肚區，村亦改制為里。

## 聚落
本地區發展較早的聚落有下藔仔尾（下寮）、下街、大肚、街尾、營盤內、廟仔後、頂街、崁仔腳等，在日治期初期的官方地圖上已有記載。此外，本地區尚有溪洲、溪洲下寮、仁德社區等聚落。

## 交通
台鐵海線大致以北北西—南南東走向轉西北－東南走向經過大肚地區中部偏西地帶。境內設有大肚車站，停靠少數莒光號、復興號列車及全部區間車、區間快車。由此可前往台鐵沿線各站。
省道台1線（沙田路三段、自由路、沙田路二段）又稱「縱貫公路」，是台北至屏東楓港的台灣西部傳統平面幹道，大致以北偏西－南偏東走向轉北北西－南南東走向再轉北北東－南南西走向再轉北北西－南南東走向經過本地區中部偏東地帶。由該道路向北偏西可前往龍井、梧棲、清水、大甲等地，向南南東可前往彰化、花壇、大村、員林等地。
區道中60線（華山路）是大肚至井子頭的道路，其西側端點位於本地區中部偏西北的台鐵大肚車站前。由此向東北東經省道台1線路口後蜿蜒而行，出境後可前往井子頭並止於區道中75-1線。
區道中61線（文昌路二段～一段）是田中至大肚的道路，其南側端點位於本地區中部偏西北的舊省道台1線（沙田路二段）路口。由此向西南西過台鐵平交道後轉西北西，出境後轉西北再轉北可前往汴子頭西部、茄頭聚落、龍井北部並止於區道中66線路口。

## 學校
- 大道國中
- 大肚國小

## 文化資產
- 磺溪書院（市定古蹟）

## 廟宇
- 大肚萬興宮（媽祖廟）
- 金聖公祠（陰廟）